# Cafixia hewitti
Cafixia hewitti är en insektsart som beskrevs av Timothy M. Cogan 1916. Cafixia hewitti ingår i släktet Cafixia och familjen dvärgstritar. Inga underarter finns listade i Catalogue of Life.